# Подкова
 Тази статия е за предмета подкова.  За едноименното село вижте Подкова (село).  За рода растения вижте Конска подкова.
Подковата е предмет, изработен от метал или съвременни синтетични материали, който се подковава със специални гвоздеи, наречени клинове за копитата на конете, в миналото и на работните волове и други домашни копитни животни, с цел предпазването им от нараняване и износване на копитната капсула. Съществуват и ортопедични подкови. Конските подкови имат приблизителната форма на дъга. Пироните, с които са коват подковите за копитото на животните се наричат „клинци“.
Сред материалите, които се използват най-често за изработка на подкови са стоманата и алуминият, но специални подкови се правят и от пластмаса, мед, титан и гума. Стоманените подкови са предпочитани за коне, използвани в конни спортове като поло и прескачане на препятствия, а алуминиевите, поради своята лекота, са предпочитани за конните надбягвания и за конете в цирка.
В много култури по света съществува поверието, че намерената подковата носи щастие и е разпространен обичаят да се закача подкова над входната врата на дома.